# Musa Kanu
Musa Kanu (Sierra Leone, 4 maart 1976) is een voormalig Sierra Leoons profvoetballer. Hij speelde als aanvaller bij Sporting Lokeren, HSV Hoek, Berchem Sport en het Sierra Leoons voetbalelftal.

## Carrière
Musa Kanu uit Sierra Leone kwam op zestienjarige leeftijd samen met zijn broer Brima bij Sporting Lokeren.
Hij wordt in zijn geboorteland benaderd door een Belgische makelaar (Brocken) en in 1992 op een toeristenvisum naar België gebracht. Kanu tekent een contract bij Lokeren, met de afspraak dat hij dertig procent van de transfersom zal krijgen. Er zal ook twintig procent naar zijn club in Sierra Leone gaan. Na een jaar ontdekt Kanu dat zijn oude club het geld nooit heeft ontvangen. Zijn eigen deel heeft hij dan ook nog steeds niet gekregen. De bijna €800 die hem is toegestopt, staat in geen verhouding tot de transfersom van bijna €75.000.
Van zijn makelaar hoort hij niets meer, getuigt de voetballer in 2001 bij een hoorzitting van de Belgische Senaat over mensenhandel in de sport. Als zijn contract in juni 1998 afloopt, krijgt Kanu van Sporting Club Lokeren een nieuwe, tweejarige verbintenis aangeboden. Het basisloon was te laag, legt Kanu uit. Ik heb daarom geweigerd te tekenen. Hij moet zijn appartement verlaten. Brima, die in het seizoen 1997/98 debuteerde bij Lokeren, overleed op 13 augustus 1999 in het ziekenhuis in Lokeren aan complicaties bij een operatie. Via oud-ploeggenoten komt Kanu in 2000 bij de Nederlandse Hoofdklasser HSV Hoek terecht. Na amper drie seizoenen haakt hij ook in Zeeland af.
Met zijn gezin woont hij in de Antwerpse wijk Borgerhout. In de jaren die volgen komt hij op het veld niet verder dan de lagere klassen in België. De voormalig international van Sierra Leone had als tiener de kwaliteiten om het ver te schoppen, maar hij is verdwaald in de voetbaljungle. In plaats van rijk worden door zijn komst naar Europa, kreeg hij belastingschulden en geen permanente verblijfsvergunning. In 2003 verliet hij HSV Hoek en ging vervolgens spelen bij Berchem Sport, Sparta Linkeroever en Verbroedering Zwijndrecht.  
In 1998 kreeg hij een kind genaamd Tatyana Kanu, en in 2000 Samantha kanu.
| Seizoen   | Club             | Wedstrijden | Doelpunten | Competitie    |
| --------- | ---------------- | ----------- | ---------- | ------------- |
| 1992/1993 | Sporting Lokeren | 19          | 2          | Eerste Klasse |
| 1993/1994 | Sporting Lokeren | 26          | 5          | Eerste Klasse |
| 1994/1995 | Sporting Lokeren | 25          | 5          | Eerste Klasse |
| 1995/1996 | Sporting Lokeren | 15          | 1          | Eerste Klasse |
| 1996/1997 | Sporting Lokeren | 19          | 1          | Eerste Klasse |
| 1997/1998 | Sporting Lokeren | 10          | 0          | Eerste Klasse |
| 2000/2001 | HSV Hoek         | -           | -          | Hoofdklasse B |
| 2001/2002 | HSV Hoek         | -           | -          | Hoofdklasse B |
| 2002/2003 | HSV Hoek         | -           | -          | Hoofdklasse A |
| 2005/2006 | Berchem Sport    | -           | -          | Vierde Klasse |

## Nationaal elftal
Musa Kanu kwam 4 keer uit voor het Sierra Leoons voetbalelftal. Hij behoorde tot de nationale ploeg tijdens de Afrika Cup 1994 in Tunesië, Afrika Cup 1996 in Zuid-Afrika, de kwalificatiewedstrijden voor het wereldkampioenschap 1998. en tijdens de kwalificatie voor het WK 2002.